# Aspilatopsis alicata
Aspilatopsis alicata là một loài bướm đêm trong họ Geometridae.